# گل‌های گیلان
گل‌های گیلان فیلمی به کارگردانی و نویسندگی رحیم روشنیان محصول سال ۱۳۴۳ است.

## خلاصه داستان
مردی جان دوستش را در شکارگاه نجات می‌دهد...

## بازیگران
- رضا بیک ایمانوردی
- سهیلا
- علی آزاد
- عباس کسایی
- مهین مسعودی
- مسعود
- منوچهر
- سوسن
- آژنلا
- جینا
- عباس خاشابی
- فرهاد
- ذاکری
- فرح
- شهناز
- رضا صفایی پور
- نادر
- معتمدی
- کارمن
- منصور
- نسرین
- علی چاووشی
- پوروجدان
- رحیم روشنیان
- حسن رضایی